# Hypenagonia subsuffusata
Hypenagonia subsuffusata är en fjärilsart som beskrevs av Alfred Ernest Wileman och Reginald James West 1930.
Hypenagonia subsuffusata ingår i släktet Hypenagonia och familjen nattflyn. Inga underarter finns listade i Catalogue of Life.